# Rufus Halley
 (avril 2021).
Si vous disposez d'ouvrages ou d'articles de référence ou si vous connaissez des sites web de qualité traitant du thème abordé ici, merci de compléter l'article en donnant les références utiles à sa vérifiabilité et en les liant à la section « Notes et références ».
Le P. Rufus Halley], missionnaire colomban irlandais de 57 ans, a été assassiné le mardi  28 août 2001 sur l'île de Mindanao (Philippines). 
Présent dans le pays depuis trente-deux ans, il était devenu l'un des plus fervents artisans du dialogue islamo-chrétien et était très apprécié par les musulmans, majoritaires sur l'île. Selon la police locale, le P. Halley, qui circulait seul à moto, a été arrêté par quatre hommes masqués proches du Front Moro islamique de libération (Milf) qui voulaient l'enlever. Il aurait résisté avant d'être tué d'une balle en pleine tête[réf. nécessaire].
Le prix de la paix lui a été décerné à titre posthume en 2003.